# اوتا زارمبا
اوتا زارمبا (انگلیسی: Ota Zaremba؛ زادهٔ ۲۲ آوریل ۱۹۵۷) وزنه‌بردار اهل چکسلواکی بود.
وی در مسابقات کشوری و بین‌المللی در مجموع برندهٔ ۲ مدال طلا شده‌است.